# Sven A. Lindhagen
Sven A Lindhagen, född den 26 november 1896 i Hedvig Eleonora församling, Stockholm, död den 27 juni 1969 i Engelbrekts församling, Stockholms län, var en svensk sportjournalist.

## Biografi
Lindhagen var son till kanslirådet Albert Israel Lindhagen och Hedvig Margareta Friseli. Han tog studentexamen vid Whitlockska samskolan i Stockholm år 1915 och studerade juridik vid Stockholms högskola under åren 1916 till 1919. Efter oavslutade studier arbetade Lindhagen vid försäkringsbolaget Skandia under åren 1920–1921 och förestod åren 1920–1927 sportredaktionen på Nya Dagligt Allehanda. Från år 1917, fram till sin död, var Lindhagen medarbetare vid Idrottsbladet, där han skall ha skrivit 20 000 artiklar.
Lindhagen utövade själv skidåkning, friidrott och orientering. Han debuterade i kvartersklubben Hermes, men kom senare att tillhöra Sim- och Idrottsklubben Hellas, där han blev en framträdande ledare och ledamot av styrelsen under åren 1917–1925. Han var ledamot av Svenska skidförbundets styrelse under åren 1918–1927.
Från år 1929 var Lindhagen krönikör i radion och från år 1933 speaker vid Stockholms stadion. Han var redaktionsmedlem för Nordisk Familjeboks sportlexikon åren 1938–1949 och skrev flera populärhistoriska idrottsböcker under 1950-talet. Åren 1952–1954 var han ordförande i Sportjournalisternas klubb i Stockholm.
Lindhagen var under åren 1920–1934 gift med bibliotekarien Berit Hjulhammar och från 1934 med Inga-Greta Dahl.